# 安迪·科恩
安迪·科恩（英語：Andrew Joseph Cohen，1968年6月2日—）是美國的一位脫口秀主持人、廣播節目主持人、製片人和作家。他是美國精彩電視台脫口秀節目《與安迪·科恩一起觀看現場直播》的主持人和製片人。他是猶太人。他在天狼星XM主持一個流行文化頻道「Radio Andy」，與約翰·希爾共同主持一個兩週一次的直播節目。科恩也曾擔任艾美獎與詹姆斯·比爾德基金會獎的執行製作人。他也持續擔任真人實境秀嬌妻系列的執行製作人。

## 外部連結
- 安迪·科恩的Facebook專頁
- Andy Cohen在互联网电影资料库（IMDb）上的資料（英文）
- Watch What Happens Live （页面存档备份，存于） 官方網站
- Andy Cohen's blog on Bravo
- 在美国电视档案馆上的安迪·科恩採訪視頻